# Stiefouder

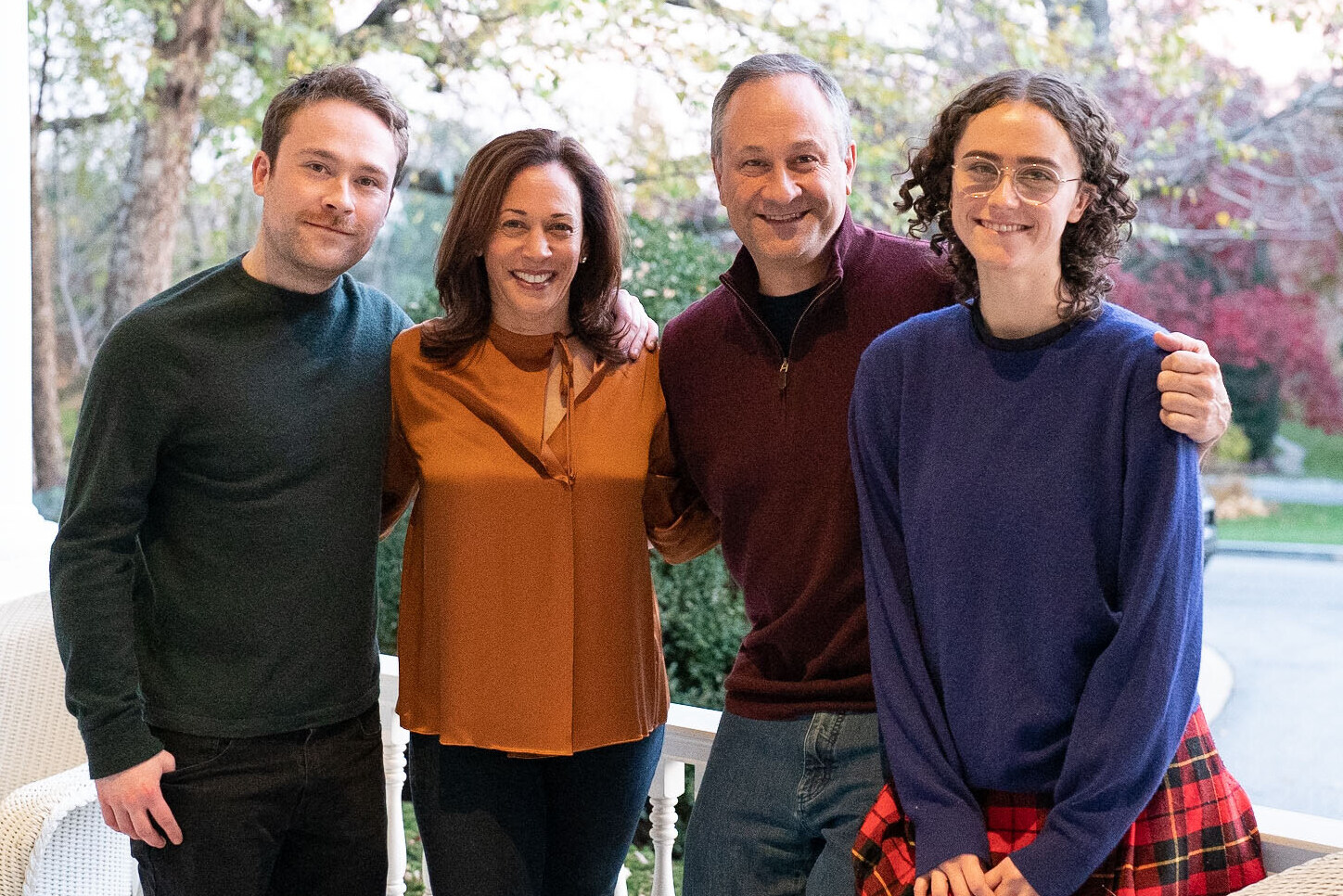
Stiefouder Kamala Harris met haar echtgenoot Doug Emhoff en haar stiefkinderen Cole en Ella Emhoff

Een stiefouder of bonusouder is de nieuwe partner van een ouder die al kinderen heeft uit een eerdere relatie. 
Aanvankelijk werd de term stiefouder vooral gebruikt voor een nieuwe echtgenoot van een weduwe of weduwnaar. Naarmate het aantal scheidingen steeg in de 20e eeuw is de term ook meer in zwang gekomen voor de nieuwe partner van een gescheiden ouder. Tegenwoordig wordt de term ook wel gebruikt bij andere relaties dan het huwelijk. Zo erkent de wet in Nederland ook stiefouderschap voor partners in een geregistreerd partnerschap. In Nederland waren in 2010 naar schatting ongeveer 184.000 stiefgezinnen. Het CBS zag tussen 1998 en 2007 een aanzienlijke toename van het aantal samengestelde gezinnen. In Vlaanderen zou in 2016 ruim 10% van de gezinnen samengestelde gezinnen zijn met één of meer stiefouders.

## Kinderen
Kinderen uit een eerder huwelijk zijn voor de stiefouder stiefkinderen. Deze kinderen worden (voornamelijk in het juridisch jargon) ook 'voorkinderen' genoemd. Kinderen uit het nieuw samengestelde gezin zijn halfbroer en halfzus ten opzichte van de kinderen uit een eerder huwelijk, want zij hebben één gemeenschappelijke ouder. Kinderen uit het eerdere huwelijk van de nieuwe partners zijn dan stiefbroer/stiefzus ten opzichte van elkaar, want zij hebben geen gemeenschappelijke (natuurlijke) ouder.
De relatie tussen stiefouders en stiefkinderen kan heel verschillend ingevuld worden. Afhankelijk van de leeftijd van het kind en het moment waarop de stiefouder in diens leven kwam, kan de ouder al dan niet een rol in de opvoeding hebben. Als kinderen jonger zijn, komt het voor dat zij hun stiefouder met mama of papa aanspreken, in plaats van met de voornaam zoals bij oudere kinderen vaak gebruikelijk is, vooral als de betreffende ouder niet meer in beeld is. Wanneer betreffende ouder wel in beeld is, kan dat tot problemen leiden, zoals blijkt uit een rechtszaak die in 2022 plaatsvond in Noord-Holland. Een minderjarig kind sprak de stiefmoeder aan met mama en de biologische moeder wilde de enige zijn die als zodanig werd aangesproken. De rechter stelde haar in het gelijk.
Ook de mate waarin bonusouders ongewenst gedrag kunnen corrigeren is vaak anders dan de mate waarin biologische ouders dit kunnen. Vaak wordt aangeraden dat correcties van gedrag - vooral als kinderen in de puberteit komen - vanuit de biologische ouders komen en niet vanuit de stiefouders. Vanzelfsprekend is dit in het dagelijks leven soms moeilijk haalbaar. In dat geval wordt aangeraden dat correcties enkel gegeven worden als er al een band met het betreffende kind is opgebouwd. Wanneer een stiefouder en -kind elkaar op volwassen leeftijd ontmoeten, zijn correcties van gedrag niet gewenst; de opvoeding van het kind is in dit geval niet meer aan de orde.
De relatie tussen de tweede ouder buiten het gezin en de stiefouder kan ook gecompliceerd zijn. In veel gevallen wordt aangeraden aan stiefouders om in ieder geval niets negatiefs over de andere biologische ouder te zeggen, juist omdat dit kind vaak trouw is aan zijn biologische ouder. Ook wordt het gezien als belangrijk een goede band tussen stiefouder en de ex-partner op te bouwen, om goed co-ouderschap niet in de weg te staan.
Onderzoeker Kirsten van Houdt deed onderzoek naar stiefgezinnen en de relaties tussen kinderen en (stief) ouders. Uit haar onderzoek bleek dat biologische moeders een belangrijke invloed hebben op de relaties binnen het gezin. Zij faciliteren de relatie met stiefvaders, die daardoor vaak goed uitpakt, in veel gevallen vaak beter dan die met de biologische vader. Veelal houden zij vaders en stiefmoeders ook meer op afstand, waardoor die relatie vaak zwakker is. Wanneer moeders geheel uit beeld zijn door overlijden, hebben de stiefmoeders vaak een belangrijkere rol. Houdt ontdekte daarnaast ook dat van stiefmoeders veel meer wordt verwacht, waarschijnlijk omdat moeders traditioneel een grotere rol spelen in de opvoeding. Toch worden zij ook sneller als indringer binnen het gezin gezien.

## Etymologie
Stief betekent oorspronkelijk 'beroofd van de bloedband', 'iets missend'. 
De vermeende slechte reputatie van de stiefmoeder is terug te vinden in sprookjes. Daar speelt de stiefmoeder vaak een dubieuze rol - bekend is de 'boze stiefmoeder' uit Assepoester en Sneeuwwitje. Echter is dit een latere aanpassing van de originele verhalen, waar deze dubieuze rol door de biologische moeder werd gespeeld. Toch wordt er tegenwoordig door deze negatieve connotatie ook wel gekozen voor het woord bonusouder in plaats van stiefouder. 

## Bekende stiefouders
Veel bekende Nederlanders en andere beroemdheden zijn onderdeel van een samengesteld gezin. Zo zijn in Nederland de volgende mensen stiefouder:
- Yolanthe Cabau - was enige tijd stiefmoeder van de zoon van Wesley Sneijder
- Wendy van Dijk en Erland Galjaard - zijn stiefouders van elkaars kinderen. Van Dijk gebruikt de term 'liefdochters' om haar stiefdochters te omschrijven.[12]
- Jan Smit - is stiefvader van Liza Plats dochter uit een eerder huwelijk
- Chantal Janzen - stiefmoeder van drie kinderen

Ook in andere landen zijn bekende stiefouders, zoals:
- Kurt Russell - toen hij trouwde met Goldie Hawn werd hij stiefvader van Kate Hudson en Oliver Hudson
- Goldie Hawn - werd stiefmoeder van Kurts zoon uit een eerder huwelijk
- Kamala Harris - werd stiefmoeder van Ella en Colle na haar huwelijk met Douglas Emhoff. Zij noemen Harris 'Momela'. De relatie is zodanig goed dat Ella en haar moeder voor Harris opkwamen toe J.D. Vance haar toebeet dat ze geen belang in Amerika had doordat ze geen kinderen zou hebben.[13]
- Jason Momoa - was enige tijd getrouwd met Lisa Bonet en daarmee stiefvader van Zoë Kravitz

## Varia
- De tweede zondag van oktober wordt Stiefouderdag gevierd, waarbij stiefouders centraal staan.[14]